# Brunnenvergiftung
Als Brunnenvergiftung bezeichnet man die absichtliche Verunreinigung des lebensnotwendigen Grund- und Trinkwassers mit gesundheitsgefährdenden Schad- und Giftstoffen aller Art. Dies galt schon in der Antike, als trinkbares Wasser in Städten und Dörfern meist nur durch Brunnen zugänglich war, als schweres, die Allgemeinheit betreffendes Verbrechen und steht in Deutschland als Gewässerverunreinigung unter Strafe. Der Vorwurf der Brunnenvergiftung ist seit dem Mittelalter eines der beliebtesten antisemitischen Stereotype und diente insbesondere zu Zeiten der Großen Pest von 1347 bis 1350 der Legitimation von Judenverfolgungen.

## Brunnenvergiftung als militärische Taktik
Brunnenvergiftung, etwa mittels Tierkadaver oder Fäkalien, wurde seit der Antike als militärische Taktik angewandt. Neben der heimlichen bzw. nicht offensichtlichen Vergiftung, die zu Krankheiten oder Tod führen soll, dient die offensichtliche beim Rückzug (verbrannte Erde) dazu, den Vormarsch insbesondere ortsunkundiger Invasoren zu verzögern. Bei lang andauernden Belagerungen von Festungen versuchten beide Seiten, die Trinkwasserversorgung des Gegners zu vergiften, etwa durch Katapultieren eines Kadavers in einen Teich oder in eine offene Zisterne. Viele Burgen besitzen einen Burgbrunnen im Inneren bzw. mit Brunnenhaus, so dass eine gesicherte Trinkwasserversorgung bei Belagerungen gewährleistet werden konnte. 
Noch in den 1940er Jahren, etwa im Finnischen Winterkrieg, wurden Brunnen vergiftet. Moderne Armeen können ihre Vorräte selbst mitführen bzw. Wasser untersuchen und aufbereiten, sodass heutzutage Zivilisten und Vieh die Hauptbetroffenen sind.

## „Brunnenvergiftung“ als antisemitisches Stereotyp

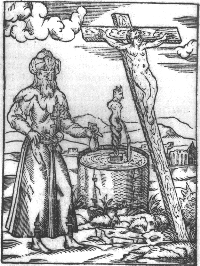
Ein Bild von 1575, das die Verleumdung eines Juden zeigt, der einen Brunnen vergiftet und damit den Schwarzen Tod verursacht

Als Vorwurf ist Brunnenvergiftung auch ein altes Stereotyp zur Verleumdung bestimmter Volksgruppen. Sie wurde den Juden im Mittelalter besonders während der Verbreitung der Pest (1347–1350) zugeschrieben und löste europaweit Judenverfolgungen und Pogrome mit hunderttausenden Todesopfern an ihnen aus. Der Vorwurf war der klassische Fall einer antijudaistischen Verschwörungstheorie.

### Spätmittelalter
Im Spätmittelalter lag der Verdacht von Giftanschlägen bei verheerenden Seuchen, die man sich nicht erklären konnte, gleichsam in der Luft. Dass er sich fast ausschließlich gegen die Juden als  Minderheit richtete, lag an den lange zuvor geschaffenen und verbreiteten Judenbildern, die unter anderem, aber nicht ausschließlich in der Volksfrömmigkeit verankert waren. Sie schrieben den sozial ausgegrenzten Juden Heimtücke, Schadenzauber und Verschwörungen gegen die Christenheit zu. Manchmal wurden Juden wegen ihrer religiös verankerten Hygienevorschriften  von Epidemien später getroffen als die übrige Stadtbevölkerung. Auch genossen jüdische Ärzte im Mittelalter bei den Fürsten einen guten Ruf, während sie im Fall von Seuchen wegen ihrer medizinischen Kenntnisse leicht als deren Urheber verleumdet wurden. Die seit dem 12. Jahrhundert zunehmende Isolation der Juden in Ghettos schützte sie nicht vor dem Übergreifen von Seuchenerregern.
Schon 1161 kam es in Böhmen zu einem damals noch vereinzelten Pogrom an 68 Juden, deren Ärzte die Christen zu vergiften versucht haben sollten.
1321 wurde in Südfrankreich Juden die Brunnenvergiftung vorgeworfen. Sie hätten, auf Initiative von Muslimen hin, an Lepra erkrankte Christen (genannt „Aussätzige“) dazu angestiftet, ihre Glaubensbrüder durch vergiftetes Brunnenwasser zu ermorden, und dafür angeblich Gift geliefert und Geld gezahlt. Dieser Vorwurf einer Verschwörung der „Feinde des Christentums“ trug in der Folge offenbar zur Vertreibung der Juden aus Frankreich bei. Philipp V. rechtfertigte den Massenmord an Wehrlosen in einem Edikt vom 21. Juni. Seit dem 11. Juni galten die Juden bereits als Bundesgenossen der Aussätzigen und wurden in südfranzösischen Städten und Regionen – u. a. Tours, Chinon, den Grafschaften Anjou und Touraine – ebenfalls verfolgt und verbrannt. Dabei berief man sich auch auf ein Sendschreiben von Philipp von Valois, Herzog von Anjou: Dieser zitierte einen Brief, den man bei einem Juden Bananias entdeckt habe. Dieser habe ihn an alle orientalischen Herrscher versenden wollen und darin einen angeblichen Pakt der Juden Frankreichs mit den Muslimen bekräftigt. Er habe mit ihnen die Auslieferung Frankreichs im Tausch für Jerusalem verabredet. Daraufhin seien die Aussätzigen mit gewaltigen Mengen Gold und Silber dazu bestochen worden, ein von den Juden zubereitetes Pulver in alle Brunnen, Quellen und Zisternen zu schütten.
Weitere, angeblich von den Mauren abgefangene Briefe sollten diese fingierte Verschwörung bestätigen: So übten Adelige auf den König Frankreichs Druck aus, bis dieser im Juli alle Juden seines Reichs gefangen setzte, um sich ihre Güter anzueignen. Die als Täter geltenden Juden wurden in Paris verbrannt, die überlebenden Juden wurden 1323 nach zweijährigen Prozessen vertrieben.
Die Beschuldigung der Leprakranken erhielt man bis dahin schon nicht mehr aufrecht.
Die große, als Schwarzer Tod bezeichnete Pandemie, in deren Kontext den Juden erneut eine diesmal erfolgreiche Brunnenvergiftung vorgeworfen wurde, begann 1347 in der Türkei, griff 1348 über Italien, Spanien, Frankreich und die Schweiz auf Deutschland über und erreichte 1349 Nord- und Osteuropa. Die bis dahin unbekannte Krankheit kostete um 25 Millionen Menschenleben. Nachdem alle versuchten Maßnahmen – Quarantäne und Verbannung Erkrankter, Gegenmittel, teilweise Evakuierungen – sich als untauglich erwiesen hatten, kam es im zweiten und dritten Pestjahr zu großen Pogromwellen. Hunderttausende Juden wurden auf Scheiterhaufen verbrannt oder gerädert. Insgesamt wurden 350 jüdische Gemeinden ausgelöscht.
Voraussetzungen dafür waren:
- die vorwissenschaftliche Annahme, die Pest sei auf eine Art Verunreinigung von Wasser und Luft mit einem schädlichen Giftstoff zurückzuführen,
- die antike Tradition der Brunnenvergiftung als militärische Maßnahme im Krieg gegen feindliche Bevölkerung,
- die gesellschaftliche Isolation und Ausgrenzung der Juden aus den „ehrbaren“ Berufsgruppen, ihre Stigmatisierung als Wucherer und Gottesmörder durch den herrschenden christlichen Antijudaismus.

Juden wurden daher schon lange der schlimmsten Verbrechen gegen die Menschheit für fähig gehalten. Dieses tiefe Misstrauen wurde angesichts der Ohnmacht gegenüber der Pest zu akuter Aggression gegen sie.
Nachdem in Narbonne, Carcassonne und Avignon zunächst einige obdachlose Bettler aufgegriffen und hingerichtet wurden, die ein Pulver in Wasserstellen und Häuser gestreut haben sollten, erfolgten in Nordspanien, der Provence und Italien die ersten Übergriffe gegen Juden. In Dauphiné (Savoyen) wurde dabei erstmals ausdrücklich der Vorwurf der Brunnenvergiftung laut. Beim weiteren Vordringen der Pest wurde immer öfter behauptet, Juden würden seltener von ihr angesteckt als Christen. Dass unter Juden Hygiene, gesunde Ernährung und Medizin aus religiösen Gründen eine größere Rolle als bei anderen Stadtbewohnern spielten und berühmte Ärzte oft Juden waren, bestärkte das Misstrauen gegen sie zusätzlich.
In Lausanne und Chillon am Genfersee wurden vom 15. September bis 18. Oktober 1348 die ersten Juden festgenommen und gefoltert, bis ein jüdischer Arzt den Verdacht einer großangelegten Verschwörung aller Juden zur Vernichtung der Christenheit bestätigte: Er „gestand“, ein spanischer Jude und ein französischer Rabbiner hätten ein geheimes Gift zusammengebraut und an Judengemeinden aller Länder versandt, um damit die dortigen Brunnen zu vergiften. Weiterhin behauptete er, dass man solche angeblichen Gifte jederzeit bei Hausdurchsuchungen anderer jüdischer Ärzte hätte finden können.
Der Bailli von Lausanne übermittelte das unter Folter erpresste Geständnis als Sensation nach Freiburg im Breisgau und Straßburg. Sein Vorgehen gegen die örtlichen Juden wurde in Zofingen im Aargau exakt nachgeahmt und von da aus als Muster von anderen Orten übernommen:
- Hausdurchsuchungen, „Gift“-Funde,
- Festnahmen, Folter
- Geständnisse, weitere Festnahmen
- Verbrennung aller Juden des Ortes
- Berichte darüber an Nachbarstädte.

Auf diese Weise breitete sich der Vorwurf der Brunnenvergiftung parallel zur Pest rasch in ganz Europa aus. Vielfach wurden Stadträte auch von sich aus gegen Juden tätig und fanden in den Berichten aus anderen Städten dann nur noch die Bestätigung ihrer Verdächtigungen. So wurden im November 1348 die Juden in Bern und Stuttgart verbrannt, ohne direkte Nachrichtenverbindung zwischen diesen Städten. Es folgten Pogrome, häufig ohne Rechtsverfahren, im Allgäu, Augsburg, Nördlingen, Lindau (→Geschichte der Juden in Lindau (Bodensee)), Esslingen am Neckar und Horb am Neckar.
In manchen Städten wie Solothurn wurden getaufte Juden zuerst verschont, dann aber ebenfalls hingerichtet, wenn die Pest nach der Verbrennung der nichtgetauften Juden nicht nachließ. In Basel glaubte man den Gerüchten aus Bern und Zofingen zuerst nicht und verbannte einige Ritter aus der Stadt, die Gewalttaten gegen Juden begangen hatten. Die Zünfte protestierten dagegen und verlangten stattdessen die Entfernung aller Juden aus der Stadt. Dem gab der Rat nach und verbannte im Januar 1349 alle 600 Juden der Stadt in ein eigens errichtetes Holzgebäude auf einer Sandbank im Rhein. 130 jüdische Kinder wurden aus ihren Familien gerissen und zwangsgetauft. Auch getaufte Juden wurden später hingerichtet, nachdem sie durch Folter zu Geständnissen gezwungen worden waren, sie hätten neben dem Brunnenwasser auch Butter und Wein vergiftet.
Der Straßburger Rat forderte von Zofingen zunächst eine Probe des Giftes an, worauf Zofingen ablehnte und die Erprobung vor Ort zu demonstrieren anbot. Darauf zwangen die Straßburger eine Gruppe ihrer jüdischen Bürger, als Vorkoster Wasser aus angeblich vergifteten Brunnen zu trinken. Nach drei Wochen, als niemand daran starb, stellten sie die Versuche ein. Doch dass sie die übrigen Brunnen bewachen ließen, galt in den Orten der Umgebung als Beweis für die Schuld der Juden. Nur der Kölner Rat hielt sich zurück und schrieb den Straßburgern, sie sollten Ausschreitungen gegen Juden möglichst verhindern, solange sie von deren Unschuld überzeugt seien, da Aufstände gegen Juden leicht in Aufstände gegen die Obrigkeit umschlagen könnten.
Doch in beiden Städten erzwangen bewaffnete Handwerker Anfang 1349 die Absetzung von Stadträten, die die Juden schützen wollten, und die Verbrennung aller ungetauften Juden. Ihre eigentlichen Motive nannte der Straßburger Chronist beim Namen: Man habe den Juden vor ihrer Ermordung alle Pfandbriefe wiedergegeben. Ihr Bargeld habe der Rat genommen und unter die Handwerker verteilt: Daz was ouch die vergift, die die Juden dote. („Das war auch die Vergiftung, die die Juden tötete.“)
Im März 1349 wurde die große Judengemeinde von Erfurt ausgelöscht, im Juli die in Meiningen. Im selben Monat folgten Frankfurt am Main und Oppenheim. Im August folgten Mainz, Koblenz, Köln: Dort wurden die Juden in ihren Häusern verbrannt und ihre Synagoge zerstört. Andernorts wurden die Synagogen zu Kirchengebäuden oder Kapellen umgewandelt, so in Nürnberg und Überlingen. Dort begann man das Münster mit Grabsteinen des jüdischen Friedhofs zu bauen.
Anders als 1321 spielten andere Gruppen nur eine Randrolle: In einigen Orten wurden Bettelmönche, Kräutersammler und andere Außenseiter als Giftmischer verdächtigt. In einer kleinen Stadt am Rhein auf dem Weg von Konstanz nach Schlettstadt will der Dominikaner Heinrich Seuse deshalb nur knapp einem Lynchmord entkommen sein. Doch die Juden galten überall als die Hauptschuldigen, auch dort, wo sie gar nicht wohnten und die Krankheit noch nicht ausgebrochen war. Vielfach ging ihre Verfolgung bzw. Ermordung dem Pestausbruch um Monate voraus, so in Fulda. Im deutschen Sprachraum wurden sämtliche Judengemeinden verfolgt, ein Großteil vernichtet; Regensburg und Goslar bildeten die einzigen Ausnahmen. Auch in anderen europäischen Gebieten geschahen flächendeckende Judenpogrome; nur Teile Österreichs und Böhmens blieben davon verschont. Überlebende wurden von nun an in Ghettos gezwängt und durch Mauern und Tore von der übrigen Stadtbevölkerung abgetrennt. Bis 1519 wurden auch diese geduldeten Restgemeinden aus fast allen Städten vertrieben.
Die Judenverfolgung während der Pestjahre des 14. Jahrhunderts ging – anders als bei den Ritualmord- und Hostienfrevel-Legenden – nicht vom kirchlichen Klerus aus, sondern war die erste von weltlichen Obrigkeiten eingeleitete und getragene Pogromwelle des Mittelalters. Papst Clemens VI. erließ eine Bulle, die sich entschieden, aber weitgehend vergeblich gegen die Fabel der jüdischen Giftverschwörung wandte und darauf hinwies, dass Juden ebenso Opfer der Pest seien wie Christen. Doch die Brunnenvergiftung war in vielen Ortschaften ein beliebter Vorwand, um die in das Geld- und Pfandgeschäft abgedrängten jüdischen Gläubiger loszuwerden. Ebenso wurden mancherorts (so in Ulm, Augsburg oder Straßburg) Judengemeinden in regionale oder reichsweite politische Auseinandersetzungen hineingezogen, indem sich eine der Konfliktparteien zur Erreichung ihrer politischen Ziele gezielt der Juden bediente bzw. sie ermordete. 
In den der Pestpandemie folgenden Jahrzehnten und Jahrhunderten wurden Juden noch oft bei Seuchen der Brunnenvergiftung bezichtigt, z. B.:
- 1357 in Franken
- 1382 in Halle (Saale)
- 1397 in Rappoltsweiler, Türkheim und Colmar im Elsaß
- 1401 im Bodensee-Raum: durch „vergiftete Luft“ und „Christenblut“
- 1448, 1453 und nochmals 1543 in Schweidnitz, Schlesien
- 1472 in Regensburg
- 1541 in Brieg
- 1665 und 1669 in Köln, Bonn und Umgebung
- 1679 in Wien, wo die Pest im Judenviertel ausbrach.

Erst bei weiteren Seuchen, die auch Städte heimsuchten, aus denen alle Juden längst vertrieben und ermordet worden waren, verlor diese Verschwörungstheorie ihre Glaubwürdigkeit in der christlichen Bevölkerungsmehrheit. Zugleich setzte um 1350 eine restriktive Ausgrenzung der verbliebenen Judengemeinden durch diskriminierende Kleiderordnungen und Ghettoisierung ein, die nun die Beschlüsse des 4. Laterankonzils von 1215 umsetzte und damit den Grundstein für spätere neue Judenverfolgungen legte.

### Neuzeit
Im 19. Jahrhundert wirkten die mittelalterlichen Stereotype über Juden als Brunnenvergifter nach, oft verbunden mit anderen Klischees wie dem Kindes- oder Raubmord.
1812 wurden Juden in Preußen zu allen legalen Gewerben zugelassen. Doch 1822 wurde diese Emanzipation begrenzt: Friedrich Wilhelm III. wollte die Juden unbedingt vom Beruf des Apothekers ausschließen. Die Ministerien argumentierten höchst widersprüchlich für dieses nachträgliche Berufsverbot: Mal sollten sie allgemein vom Staatsdienst ferngehalten werden, mal waren ihre religiösen Bräuche angeblich ein Hindernis für die Ausübung des Apothekerberufs. Freiherr vom Stein deutete den wahren Grund an, indem er es eine „unzumutbare Härte“ nannte, „die ganze Bevölkerung eines Distrikts zu zwingen, ihre Gesundheit einem Juden anzuvertrauen, gegen den sie gerade seines Judentums wegen das äußerste Mißtrauen hegt“. – Die Debatte um die Zulassung von Juden zum Apothekerberuf wurde bis 1843 fortgesetzt; letztlich konnte sich der Ausschluss rechtlich nicht durchsetzen, aber die Verzögerungstaktik der Ministerialbürokratie bewirkte faktisch genau diesen Ausschluss.
- 1822 kam im bayrischen Untermainkreis ein Gerücht auf, wonach die Juden den zum Bier kommenden Hopfen vergiftet hätten. Die Behörden fürchteten Übergriffe auf sie und versuchten, sie zu schützen.
- 1825 behauptete ein Gerücht in derselben Gegend, Juden würden vergiftete Zuckerwaren an Kinder verteilen, um sie zu ermorden, und hier und da Brunnen vergiften.
- 1831 fand in ganz Europa eine schwere Cholera-Epidemie statt, in deren Verlauf erneut Vorwürfe der Brunnenvergiftung oder direkten Seuchenansteckung gegen Juden laut wurden. So mussten sich, auf Befehl des preußischen Generalleutnants Karl von Grolman, in die Städte Posens reisende Juden in Quarantäne begeben.[4] Auch in Hamburg und Leipzig wurden „Pack-, Bündel- und Trödeljuden“ der besonderen sanitätspolizeilichen Aufsicht unterstellt, da man annahm, von ihnen gehe eine Ansteckungsgefahr aus.
- In Niederbayern hieß es damals, ein Metzgerknecht habe bei Deggendorf einen Juden ermordet. Bei dem Opfer habe man Päckchen mit vier Pfund Mercurius-Gift (Quecksilber) gefunden sowie einen Brief, in dem ein polnischer Jude den Empfänger und weitere bayrische Juden aufforderte, damit die Salzquellen von Bad Reichenhall zu vergiften.
- Im selben Jahr sollten sich zwei jüdische Hausierer angeblich selbst angezeigt haben, weil sie die Brunnen einer Schule in Straßkirchen vergiftet hätten. Ein Landrichter fragte daraufhin bei der Regierung des Isarkreises an, ob man auf jüdische Landfahrer besonders achten müsse. Zwar beruhigte ihn das Antwortschreiben, man habe bei den Straßburger Juden kein Gift gefunden und wisse nichts von der Ermordung eines Juden in Deggendorf; gleichwohl wurde behördliche Aufmerksamkeit empfohlen. In Berlin hörte auch Rahel Varnhagen von solchen Gerüchten.

### Gegenwart
Am 23. Juni 2016 behauptete der Präsident der Palästinensischen Autonomiebehörde Mahmud Abbas vor dem Europäischen Parlament in Straßburg, Rabbiner hätten angekündigt, Trinkwasser zu vergiften: „Bestimmte Rabbis in Israel haben ihre Regierung klar, sehr klar dazu aufgefordert, dass unser Wasser vergiftet werden sollte, um Palästinenser zu töten. Was ist denn das, wenn nicht eine Gewaltverherrlichung und ein Aufruf zu … einem Genozid?“
Auch im Zuge moderner Epidemien und Pandemien wie Schweinegrippe, Ebola, Vogelgrippe, SARS und COVID-19 wurde und wird der alte Mythos der Brunnenvergiftung regelmäßig strukturell reaktiviert, um Juden als vermeintliche Krankheitsverursacher und gleichzeitige Profiteure darzustellen und auf diese Weise einen Sündenbock und „eine vermeintlich simple Erklärung für komplexe, schwer zu verstehende Sachverhalte zu liefern“.